# Edvard Seldener
Edvard Simon David Valentin Seldener, född 11 juni 1825 i Lund, död 25 januari 1870 i Stockholm, var en svensk protokollsekreterare och tecknare.
Han var son till kyrkoherden Jöns Henrik Seldener och Sophia Agneta Klinghammer. Seldener blev student vid Lunds universitet 1842 och avlade en kansliexamen 1847. Han blev protokollsekreterare vid Kunglig majestäts kansli 1867. Som konstnär utförde han akvarellmålningar och teckningar. Hans akvarell Hummerhjelmska hemmet vid Ladugårdslandstorg återutgavs i Ernst-Folke Lindbergs Kulturspeglingar. Studier tillägn. Sam Owen Jansson 1966.